# Хейз, Эмма
Эмма Хейз (англ. Emma Hayes; род. 18 октября 1976, Камден, Большой Лондон) — английский футбольный тренер. Главный тренер женской национальной сборной США. Кавалер Ордена Британской империи (2016).

## Биография
Родилась 18 октября 1976 года в Камдене, боро Лондона.
В 1999 году окончила Ливерпульский университет Хоуп.

## Тренерская карьера
С 2001 по 2003 год была главным тренером американской женской команды «Лонг-Айленд Раф Райдерс» на острове Лонг-Айленд в штате Нью-Йорк, игравшей в USL W-League. В течение этого периода Эмма Хейз была самой молодой женщиной среди главных тренеров в W-League. По итогам сезона 2002 года Эмма Хейз была названа Тренером года W-League.
С 2003 по 2006 год была главным тренером американской женской команды Колледжа Айона в Нью-Рошелл в штате Нью-Йорк. В 2004 году была названа Тренером года конференции Metro Atlantic Athletic (MAAC).
В 2006 году вернулась в английский футбол. С 2006 по 2008 год была помощником главного тренера женского клуба «Арсенал» в Ислингтоне, боро Лондона. В этот период «Арсенал» выиграл три титула женской Премьер-лиги (Women’s Premier League, WPL), три Кубка Англии по футболу среди женщин и Кубок УЕФА среди женщин 2006/07. Одновременно была директором Академии ЖФК «Арсенал».
В 2008 году вернулась в США. С 2008 года по 24 мая 2010 года была главным тренером женского клуба «Чикаго Ред Старс», выступавшего в Women’s Professional Soccer. Также была директором клуба по футбольным операциям.
Затем была консультантом клуба «Вашингтон Фридом» в Вашингтоне и техническим директором клуба Western New York Flash в штате Нью-Йорк.
В 2011 году вернулась в Англию.
В августе 2012 года сменила Мэтта Бирда на должности главного тренера женского клуба «Челси» в Фулеме. В 2014 году «Челси» занял второе место в Женской суперлиге Футбольной ассоциации. В 2015 году Эмма Хейз привела «Челси» впервые к Кубку Англии по футболу среди женщин и титулу чемпиона в Женской суперлиге Футбольной ассоциации.
«Челси» выиграл весеннюю серию Женской суперлиги Футбольной ассоциации в 2017 году. В 2018 году «Челси» второй раз взял Кубок Англии по футболу среди женщин и титул чемпиона в Женской суперлиге Футбольной ассоциации. «Челси» вышел в полуфинал Лиги чемпионов УЕФА среди женщин в сезоне 2018/19. В 2020 году «Челси» выиграл Женский кубок лиги Футбольной ассоциации и титул чемпиона в Женской суперлиге Футбольной ассоциации. Эмма Хейз была названа Тренером сезона 2019/2020 Женской суперлиги после того, как привела «синих» к блестящей беспроигрышной домашней кампании с 12 победами и тремя ничьими.
В июне 2016 года была внесена в список наград королевы по случаю 90-летия со дня рождения и стала кавалером Ордена Британской империи в декабре следующего года.

## Личная жизнь
Родила сына 17 мая 2018 года.

## Достижения
- Женская суперлига Футбольной ассоциации (3): 2015[англ.], 2017/18[англ.], 2019/20
- Весенняя серия Женской суперлиги Футбольной ассоциации[англ.]: 2017
- Кубок Англии по футболу среди женщин (2): 2014/15, 2017/18
- Женский кубок лиги Футбольной ассоциации[англ.]: 2019/20
- Женский суперкубок Англии по футболу[англ.]: 2020
- Финалистка Лиги чемпионов УЕФА: 2020/21
- Лучший тренер года по версии France Football: 2024[4]